# Eremus
Eremus is een geslacht van rechtvleugeligen uit de familie Gryllacrididae. De wetenschappelijke naam van dit geslacht werd voor het eerst geldig gepubliceerd in 1888 door Brunner von Wattenwyl.

## Soorten
Het geslacht Eremus omvat de volgende soorten:
- Eremus basalis Walker, 1869
- Eremus decolyi Bolívar, 1900
- Eremus elegantulus Bolívar, 1900
- Eremus incerta Walker, 1869
- Eremus lincangensis Yang, Jing & Bian, 2020[1]
- Eremus longicauda Pictet & Saussure, 1893
- Eremus rugosifrons Brunner von Wattenwyl, 1888
- Eremus squamifer Chopard, 1937